# سوپر کنترا
سوپر کُنترا (به انگلیسی: Super Contra) یک بازی ویدئویی در سبک شوتم آپ است که توسط شرکت کونامی برای نخستین بار در دسامبر ۱۹۸۷ برای دستگاه سکه‌ای آرکید ساخته و منتشر شده بود. این بازی دنباله‌ای بر نسخهٔ اولیه کنترا و بخشی از مجموعه بازی‌های کنترا به‌شمار می‌رود. شخصیت‌های نسخهٔ پیشین، بیل ریزر و لنس بین در این قسمت نیز حضور دارند که برای خنثی‌سازی یک حملهٔ دیگر از سوی بیگانه‌ها و شاهین سرخ شرور فرستاده می‌شوند.
بعدها نسخهٔ سازگارشده‌ای از این بازی تحت نام کوتاه شده سوپر سی در آمریکای شمالی، و عنوان پروبوتکتور ۲: بازگشت نیروهای شیطانی در مناطق پال برای سیستم سرگرمی نینتندو عرضه شد. هر دو نسخه آرکید و ان‌ای‌اس از زمان انتشار اولیه خود، یکبار دیگر برای پلتفرم‌های مختلف دیگری منتشر شدند.